# Southborough (Massachusetts)
Southborough è un comune degli Stati Uniti d'America facente parte della contea di Worcester nello stato del Massachusetts.